# Шарія
Шарія (араб. شارِية, народилася приблизно 815 в Аль-Басрі; померла приблизно 870 р. н. е.) — аббасидська кайна (поневолена дівчина-співачка), яка посідала визначне місце при дворі 9-го володаря багдадського халіфату Аль-Ватіка (правління 842—847).

## Життєпис
Основним джерелом інформації про життя Шарії «Китаб аль-Агані» Х століття Абу ль-Фарадж аль-Ісфагані.
Схоже, Шарія була позашлюбною дочкою з роду курашитів і була продана в рабство жінкою, яка називала себе матір'ю аббасидського принца Ібрагіма ібн аль-Магді, синові третього аббасидського халіфа аль-Магді (правління 775—785) і зведеного брата п'ятого халіфа Гаруна ар-Рашида (правління. 786—809) та поетеси і принцеси Улайї бінт аль-Магді. Пізніше виникла суперечка щодо продажу, оскільки ймовірна мати Шарії намагалася стверджувати, що вона вільнонароджена, щоб отримати вигоду з успіху своєї доньки; але Ібрагім не втратив права власності на Шарію, поки вона не була манумітована за часів правління Аль-Мутасима Біллаха (правління 833—842), або аль-Ватіка. Найбільшого успіху вона досягла при дворі аль-Ватіка.

## Доробок
Найважливішим свідченням поезії та майстерності Шарії є розповідь про музичне змагання між нею та її старшою суперницею Аріб аль-Мамунією (та їхніми трупами співачок) у Самаррі, що міститься в «Китаб аль-Агані» Абу-ль-Фараджа аль-Ісфагані. Ймовірно, це відбулося за правління аль-Мутаваккіля (бл. 847—861). Опис також є важливим свідченням діяльності жінок-музиканток у придворному житті Аббасидів. Згідно з оповіданням, "у той час вишукані й добре виховані люди розділилися на дві спільноти — одна підтримувала Аріб («Арібію), а інша — Шарію (Шаравію). Кожна сторона віддавала перевагу тій співачці, якою вони захоплювалися в плані оплесків, тарабів [кульмінаційних моментів] та імпровізації».
Опис суперництва починається так:
Одного разу ми сиділи разом у Абу Іси ібн аль-Мутаваккіля, який запросив нас на ранковий напій. Зі мною були Джафар ібн аль-Мамун, Сулейман ібн Вахб та Ібрагім ібн аль-Мудаббір, а також Аріб і Шарія та їхні співачки. Ми всі були сповнені радості, коли заспівала Біда, рабиня Аріба: «О, жінко, що критикуєш мене, ти лише збільшуєш свою провину, звинувачуючи мене безпідставно.»  Це була пісня Аріб. Потім заспівала Ірфан:  «І якщо моє серце хоче, щоб моя кохана розлучилася, є два захисники, що благають її залишитися: її коси.» Цю пісню виконала Шарія. 